# 876 (číslo)
Osm set sedmdesát šest je přirozené číslo. Římskými číslicemi se zapisuje DCCCLXXVI a řeckými číslicemi ωοϝ'. Následuje po čísle osm set sedmdesát pět a předchází číslu osm set sedmdesát sedm.

## Matematika
876 je:
- Abundantní číslo
- Složené číslo
- Nešťastné číslo

## Astronomie
- (876) Scott je planetka hlavního pásu, kterou objevil v roce 1917 Johann Palisa

## Roky
- 876
- 876 př. n. l.